# Жерновка (приток Берёзовой)
Жерновка — река в России, протекает по Чердынскому району Пермского края. Устье реки находится в 72 км от устья реки Берёзовой по левому берегу. Длина реки составляет 22 км.
Исток реки на границе с Красновишерским районом в 12 км к югу от посёлка Валай. Река в верховьях течёт на восток, после впадения крупнейшего притока — Средняя Жерновка (правый) резко поворачивает на север. Течёт по ненаселённой холмистой местности. Впадает в Берёзовую в 8 км к юго-востоку от посёлка Валай. Ширина реки у устья — 18 метров.

## Данные водного реестра
По данным государственного водного реестра России относится к Камскому бассейновому округу, водохозяйственный участок реки — Кама от водомерного поста у села Бондюг до города Березники, речной подбассейн реки — бассейны притоков Камы до впадения Белой. Речной бассейн реки — Кама.
Код объекта в государственном водном реестре — 10010100212111100006116.